# Gottlob Rettenmaier
Gottlob Rettenmaier (* 10. Oktober 1910 in Crailsheim; † 30. August 1983 in Lindau (Bodensee)) war ein deutscher Porträt- und Landschaftsmaler. Eines seiner berühmtesten Gemälde ist ein Gruppenbild von Dr. Sell und seinen Schülern.

## Leben
Gottlob Rettenmaier wurde 1910 als Sohn von Joseph und Caroline Rettenmaier als jüngster von 13 Kindern in Crailsheim geboren.
Er studierte an der Akademie der bildenden Künste in München und war Meisterschüler bei Professor Constantin Gerhardinger.
Professor Gerhardinger war Mitbegründer der Chiemseer Künstlergemeinschaft „Die Frauenwörther“ (Chiemseer Kreis).
Nach dem Krieg ließ sich der Maler in Lindau am Bodensee nieder, lebte und arbeitete dort als freischaffender Künstler bis an sein Lebensende.
Er war ein gefragter Porträt — und Landschaftsmaler. In der Frühzeit seines Wirkens arbeitete er in der Prima Pastosa Manier von Wilhelm Leibl.
In der darauffolgenden Phase kam zunehmend ein impressionistischer Duktus zur Geltung.

## Werke
- Mutter mit ihrem Kind auf Frühlingswiese – 1942.[1]
- Nu À La Clairière – 1947[1]
- Büste einer Dame[1]
- Zugeschr. Alpenveilchen[2]